# Mit o ravnoj ploči
Mit o ravnoj ploči ili mit o ravnoj Zemlji je naziv za zabludu koja se proširila tijekom 19. stoljeća, kada su pojedini pisci pogrešno ustvrdili da su Europljani u srednjem vijeku imali predodžbu o Zemlji kao ravnoj ploči, da bi se potom tu zabludu o stanju znanja u srednjem vijeku u razdoblju do 1920. općenito počelo smatrati istinitom, a i poslije se nerijetko tako smatra.
Mit je naveliko proširio Andrew Dickson White, ugledni američki političar, diplomat i suosnivač Sveučilišta Cornell u svojem djelu "Povijest rata između znanosti i teologije u kršćanskom svijetu" iz 1896. U 2. poglavlju te knjige A. D. White naširoko razglaba kako su navodno svi kršćanski teolozi i znanstvenici stoljećima tvrdili da je zemlja ravna; poslije se dugo uzimalo da je on savjesno proučio izvore - što međutim uopće nije bilo točno: niti je kršćanstvo ikad imalo dogmu o obliku zemlje, niti su učeni ljudi u Europi u srednjem vijeku smatrali da je zemlja ravna ploča.